# Аполлоний Молон
Аполлоний Молон (часто просто Молон; I век до н. э.) — древнегреческий ритор. Был известен приблизительно в 70-е годы до н. э. Он был уроженцем Алабанды, учеником Менеклеса и проживал на острове Родос, где руководил школой риторики. 
Известно, что он дважды посещал Рим как посол Родоса, а Марк Туллий Цицерон и Гай Юлий Цезарь брали у него уроки ораторского искусства. Он пытался смягчить риторический стиль азианизм и развивал так называемый «аттический» стиль в риторике. Молон имел известность в римских судах и, по сообщениям, однажды был даже приглашён выступить перед римским сенатом на греческом языке, чего обычно не удостаивали иностранных послов.
Он оставил записи речей в гомерическом стиле и, согласно Иосифу Флавию, в своих речах яростно нападал на евреев.
- Эта статья (раздел) содержит текст, взятый (переведённый) из одиннадцатого издания «Британской энциклопедии», перешедшего в общественное достояние.